# Jan Rozkošný

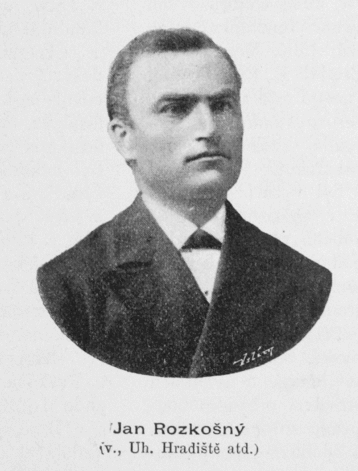
Jan Rozkošný im Jahre 1897

Jan Rozkošný (* 19. Oktober 1855 in Křenovice; † 27. März 1947 in Brünn) war ein mährischer Land- und Volkswirt sowie Politiker.

## Leben
Der Sohn eines Bauern besuchte ab 1869 die Wirtschaftsschule in Přerov. Ab 1873 bewirtschaftete Rozkošný das Gut Křenovice. 1882 wurde er zum Bürgermeister von Křenovice gewählt. 1886 zog Rozkošný als Vertreter der Alttschechen im Wahlkreis Prerau-Kojetein in den Mährischen Landtag und im Jahr darauf auch in den Reichsrat ein. Ab 1887 organisierte Rozkošný in Křenovice landwirtschaftliche Kurse, bei denen er auch unterrichtete. 1894 gehörte er zu den Mitbegründern der Kunstdünger- und Chemikalienfabrik in Prerau. Im Jahre 1905 war er Initiator der Gründung eines Alumni-Vereins der Landwirtschaftlichen Schule in Bohunice und wurde dessen Schirmherr. 1910 war er Mitbegründer der Bäuerlichen Zuckerfabrik Němčice nad Hanou und der bäuerlichen Aktienmaschinenfabrik E. Kokora in Prerau. Nach der Gründung der Tschechoslowakei wirkte Rozkošný für die Agrarpartei zwischen 1920 und 1935 in der Nationalversammlung als Senator. Für seine Verdienste verlieh ihm die Technische Hochschule Brünn am 6. März 1926 ein Ehrendoktorat.
Rozkošný war Vorsitzender des Landwirtschaftlichen Zentralrates in Mähren, des Verbandes Landwirtschaftlicher Genossenschaften in der ČSR, der tschechischen Landwirtschaftsgemeinschaft in Mähren und der Landwirtschaftsverbände Přerov und Kojetín.